# Estadio 7 de Octubre
El estadio 7 de Octubre es un estadio multiusos. Está ubicado en la calle 20.ª y avenida Jaime Roldós de la ciudad de Quevedo, provincia de Los Ríos. Fue inaugurado el 15 de junio de 1952. Es usado mayoritariamente para la práctica del fútbol. Tiene capacidad para 15 200 espectadores.

## Historia

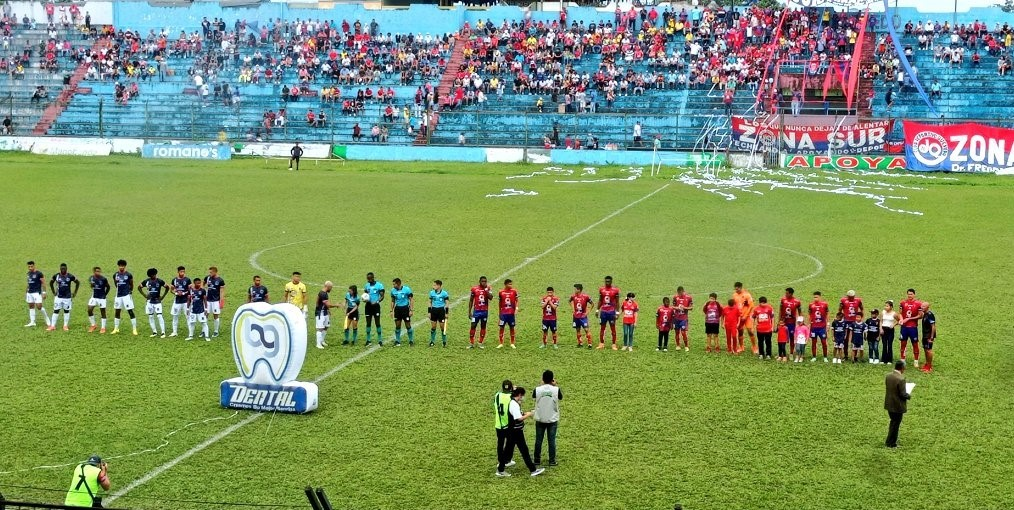
Deportivo Quevedo vs. F. C. Insutec

Allí juega como local el Club Deportivo Quevedo, equipo de la Segunda Categoría del fútbol ecuatoriano
Desempeña un importante papel en el fútbol local, ya que el club quevedeño como el Club Social, Cultural y Deportivo San Camilo hacía y/o hace de local en este escenario deportivo.
El estadio es sede de distintos eventos deportivos a nivel local, así como es escenario para varios eventos de tipo cultural, especialmente conciertos musicales (que también se realizan en el Coliseo Ciudad de Quevedo y el Coliseo Polideportivo Wellington Chang Lua de Quevedo).